# パリュスあや子
パリュス あや子 (パリュス あやこ、1985年 - ) は、日本の小説家。神奈川県横浜市生まれ、フランス在住。

## 経歴
2001年に「小りとむ」に入会し、後に「りとむ」に入会して短歌を発表。広告代理店勤務を経て、東京藝術大学大学院映像研究科・映画専攻脚本領域に進学した。2015年歌集『その言葉は減価償却されました』を発表、2019年「山口文子」名義で本田孝義監督作品の映画『ずぶぬれて犬ころ』の脚本を担当した。同年『隣人X』で第14回小説現代長編新人賞を受賞し、小説家としてデビューした 。
大学時代に初めてフランスを訪問した際は空港でスーツケースを紛失し、吸い殻が散乱する街並みを見て幻滅したが、その後30歳を目前にしてワーキングホリデービザを取得し再訪した。1年間のパリでの生活も空き巣被害等で散々なものであったが、余暇を大切にする人々の大らかさや開かれた文化に魅力を感じ、現地のフランス人と結婚し、その後2018年、移民として定住することとなった。移住当初語学力が足りず、言葉で自分の思いをうまく伝えることができない日々が続き、「思いが溢れたかたち」が日本語での小説だったという。デビュー作の『隣人X』は、自身にとって身近な問題であり、またフランスにおいて大きな問題となっている移民政策について取り上げ、地球外生命体である「惑星難民X」を受け入れることを発表した日本を舞台に、境遇の異なる者同士の共生のあり方を描いた作品となっている。

## 作品
- 歌集『その言葉は減価償却されました』（山口文子名義）角川学芸出版 2015年2月23日刊 ISBN 9784046529282
- 『隣人X』 講談社 2020年8月26日刊 ISBN 978-4065197646
- 『燃える息』 講談社 2021年9月29日刊 ISBN 978-4065245408